# Newmobile Car Company
Newmobile Car Company war ein britischer Hersteller von Automobilen.

## Unternehmensgeschichte
Das Unternehmen begann 1907 mit der Produktion von Automobilen. Der Markenname lautete Compact. Im gleichen Jahr endete die Produktion. Es ist keine Verbindung zur Newmobile Ltd. bekannt, die Automobile unter dem Markennamen Newmobile anbot.

## Fahrzeuge
Die Basis der Fahrzeuge bildete ein Fahrgestell, das vermutlich aus Frankreich bezogen wurde. Ein Einbaumotor eines nicht genannten britischen Motorenherstellers trieb die Fahrzeuge an.